# Olympische Sommerspiele 1968/Teilnehmer (Israel)
| Gelbes Symbol für Goldmedaillen mit stilisierten Olympischen Ringen | Graues Symbol für Silbermedaillen mit stilisierten Olympischen Ringen | Braundes Symbol für Bronzemedaillen mit stilisierten Olympischen Ringen |
| ------------------------------------------------------------------- | --------------------------------------------------------------------- | ----------------------------------------------------------------------- |
| —                                                                   | —                                                                     | —                                                                       |

Israel nahm an den Olympischen Sommerspielen 1968 in Mexiko-Stadt mit einer Delegation von 29 Athleten (26 Männer und 3 Frauen) an 20 Wettkämpfen in vier Sportarten teil.
Ein Medaillengewinn gelang keinem der Athleten. Fahnenträger bei der Eröffnungsfeier war der Schwimmer Gershon Shefa.

## Teilnehmer nach Sportarten

### Fußball
- im Viertelfinale ausgeschieden
Roby Young
Rachamin Talbi
Mordechai Spiegler
Giora Spiegel
Shaia Shwager
Schmuel Rosenthal
Zvi Rosen
Shmuel Malika-Aharon
Chaim Levin
Nachman Kastro
David Karako
Yehoshua Feigenbaum
Itzhak Englander
Itzhak Druker
George Borba
Menachem Bello
Feiwel Bar

### Leichtathletik
Männer
- Shaul Ladany
50 km Gehen: 24. Platz

Frauen
- Channa Shezifi
400 m: im Vorlauf ausgeschieden
800 m: im Vorlauf ausgeschieden

### Schießen
- Michael Marton
Freie Pistole 50 m: 47. Platz

- Henry Herscovici
Kleinkalibergewehr Dreistellungskampf 50 m: 41. Platz
Kleinkalibergewehr liegend 50 m: 45. Platz

- Zelig Shtroch
Kleinkalibergewehr Dreistellungskampf 50 m: 51. Platz

- Nehemia Sirkis
Kleinkalibergewehr liegend 50 m: 28. Platz

### Schwimmen
Männer
- Amnon Krauz
100 m Freistil: im Vorlauf ausgeschieden
100 m Freistil: im Vorlauf ausgeschieden

- Yohan Kende
100 m Brust: im Vorlauf ausgeschieden
200 m Brust: im Vorlauf ausgeschieden

- Gershon Shefa
200 m Brust: im Vorlauf ausgeschieden
200 m Lagen: im Vorlauf ausgeschieden
400 m Lagen: im Vorlauf ausgeschieden

- Avraham Melamed
100 m Schmetterling: im Halbfinale ausgeschieden
200 m Schmetterling: im Vorlauf ausgeschieden

Frauen
- Shlomit Nir
100 m Brust: im Vorlauf ausgeschieden
200 m Brust: im Vorlauf ausgeschieden

- Yvonne Tobis
100 m Schmetterling: im Vorlauf ausgeschieden
200 m Lagen: im Vorlauf ausgeschieden
400 m Lagen: im Vorlauf ausgeschieden